# Mike Lundin
Mike Lundin (ur. 24 września 1984 w Burnsville, Minnesota) – amerykański hokeista, reprezentant Stanów Zjednoczonych.
Jego brat Matt (ur. 1986) także został hokeistą.

## Kariera
- Apple Valley High (2001–2003)
- University of Maine (2003–2007)
- Tampa Bay Lightning (2007–2011)
  -  Norfolk Admirals (2008–2010)
- Minnesota Wild (2011–2012)
  -  Houston Aeros (2011)
- Ottawa Senators (2012–2013)
  -  Almtuna IS (2012)
- Barys Astana (2013–2016)
- EHC Biel (2016–2017)
- Jokerit (2017/2018)

Został absolwentem Uniwersytetu w Maine. W drafcie NHL z 2004 został wybrany przez Tampa Bay Lightning. Zawodnikiem tego klubu w NHL był od 2007 do lipca 2011, po czym przez rok był graczem Minnesota Wild. W lipcu został zawodnikiem Ottawa Senators (kontrakt roczny), jednak wskutek ogłoszonego lokautu nie wystartował z drużyną w planowanym czasie sezonu NHL (2012/2013). W związku z tym od listopada 2012 był związany kontraktem ze szwedzkim klubem Almtuna IS w drugoligowych rozgrywkach Allsvenskan (zagrał 7 spotkań). Po wznowieniu ligi NHL występował w Ottawie i do końca sezonu rozegrał 11 meczów. Od czerwca 2013 zawodnik kazachskiego klubu Barys Astana, związany rocznym kontraktem. W zespole Tampa Bay i od 2013 w Barysie wraz z nim podjęli jego rodacy, Brandon Bochenski i Andrew Hutchinson (drugi do 2013). Od sierpnia 2016 zawodnik EHC Biel. Od kwietnia 2017 zawodnik Jokeritu.
Uczestniczył w turnieju mistrzostw świata w 2010.

## Sukcesy
Indywidualne
- NHL (2007/2008):
  - NHL YoungStars Roster
- KHL (2014/2015):
  - Drugie miejsce w klasyfikacji asystentów wśród obrońców w sezonie zasadniczym: 33 asysty
  - Trzecie miejsce w klasyfikacji kanadyjskiej wśród obrońców w sezonie zasadniczym: 39 punktów
- KHL (2015/2016):
  - Piąte miejsce w klasyfikacji strzelców wśród obrońców sezonie zasadniczym: 11 goli